# Alaksandr Lebiedzieu
Alaksandr Hieorhijewicz Lebiedzieu (biał. Аляксандр Георгіевіч Лебедзеў, ros. Александр Георгиевич Лебедев, Aleksandr Gieorgijewicz Lebiediew; ur. 14 kwietnia 1985 w Zażewiczi) – białoruski piłkarz występujący na pozycji napastnika.

## Kariera klubowa
W sierpniu 2012 roku Lebiedzieu przeszedł do Widzewa Łódź. Zadebiutował w Ekstraklasie 16 września w wygranym spotkaniu z Zagłębiem Lubin. Jeszcze pod koniec 2012 roku rozstał się z klubem. W 2013 roku Lebiedzieu został zawodnikiem zespołu, z którego odszedł przed grą w Widzewie Łódź - czyli FK Haradzieja. W latach 2013–2014 rozegrał w barwach tego klubu 14 ligowych spotkań. W 2014 roku przeszedł do Isłaczu Minski Rajon, gdzie w 49 występach strzelił 20 bramek. W 2016 roku zakończył karierę zawodniczą.

## Sukcesy
BATE Borysów
- mistrzostwo Białorusi: 2006
- Puchar Białorusi: 2005/06